# آلته هلنری
آلته هلنری (به آلمانی: Alte Hehlenriede) یک جویبار در آلمان است که در نیدرزاکسن واقع شده‌است.